# Dario Marzino
Dario Nicola Marzino (* 19. September 1996) ist ein Schweizer Fussballtorhüter. Er ist in der Schweiz beim Berner Erstligisten BSC Young Boys als Ersatztorhüter unter Vertrag.

## Karriere

### Vereine
Marzino stammt aus der Jugend des FC Dürrenast und des FC Thun. Er wechselte 2012 in die Jugendakademie des BSC Young Boys. Von 2013 bis 2019 war er Stammtorhüter bei der U21 der Young Boys. Im Sommer 2015 wurde er in deren A-Mannschaft befördert, wo er als Ersatztorhüter fungierte. Sein Debüt in der A-Mannschaft und bei den Profis gab er als später Einwechselspieler am 3. August 2020 beim 3:1-Heimsieg gegen den FC St. Gallen, mit dem die Young Boys ihre Meisterschaftssaison beendeten, und ersetzte Marco Wölfli in dessen letztem Spiel überhaupt. Er war der Ersatztorhüter der Young Boys, die von 2017 bis 2020 den Meistertitel in Folge gewannen. Am 8. September 2020 wechselte er leihweise für eine Saison zum FC Winterthur in die Schweizer Challenge League. Am 24. September 2021 wechselte er zum ebenfalls in der Challenge League spielenden FC Schaffhausen. Für die Saison 2022/23 kehrte er als dritter Torhüter zu den Young Boys zurück.

### Nationalmannschaft
Marzino war 2016 im Aufgebot für die Schweizer U-21-Fussballnationalmannschaft.